# Modalita (hudba)
Modalita je hierarchické uspořádání tónového materiálu. Jako mody jsou pak označovány příslušné stupnicové řady. V evropské hudbě jsou hierarchická uspořádání založená na durových a mollových stupnicích označována jako tonalita, uspořádání založená na ostatních stupnicích bývají označována jako modalita.
Změnu modality v jinou v průběhu skladby nazýváme modulací. Tzv. oscilací modality je její opakující se deformace. Tónina je modalita s jistými omezujícími podmínkami na možná uskupení, kde každé získává své specifické vlastnosti podle umístění v ní.